# Троицкое сельское поселение (Кировская область)
Тро́ицкое сельское поселение — муниципальное образование в составе Белохолуницкого района Кировской области России.
Центр — село Троица.

## История
Троицкое сельское поселение образовано 1 января 2006 года согласно Закону Кировской области от 07.12.2004 № 284-ЗО.

## Население
| 2010 | 2012 | 2013 | 2014 | 2015 | 2016 | 2017 |
| ---- | ---- | ---- | ---- | ---- | ---- | ---- |
| 634  | ↘606 | ↘577 | ↘565 | ↘550 | ↘535 | ↘513 |
| 2018 | 2019 | 2020 | 2021 |      |      |      |
| ↘484 | ↘476 | ↘452 | ↘445 |      |      |      |

## Состав
В состав сельского поселения входят 3 населённых пункта (население, 2010):
- село Троица — 447 чел.;
- посёлок Боровка — 34 чел.;
- посёлок Каменное — 153 чел.